# ألكسندرا سلفادور
ألكسندرا سلفادور هي لاعبة كرة قدم إكوادورية، ولدت في 11 أغسطس 1995 في تورونتو في كندا. شاركت مع منتخب إكوادور لكرة القدم للسيدات.

## وصلات خارجية
- ألكسندرا سلفادور على موقع الاتحاد الدولي (مؤرشف)  (الإنجليزية)
- ألكسندرا سلفادور على موقع الاتحاد الأوربي (الإنجليزية)
- ألكسندرا سلفادور على موقع قاعدة بيانات كرة القدم.إي يو (الإنجليزية)
- ألكسندرا سلفادور على موقع Soccerway.com (الإنجليزية)